# Glendale (Nevada)
Glendale es un área no incorporada ubicada en el condado de Clark, Nevada, Estados Unidos; está emplazado a una altitud de 463 m s. n. m.

## Laberinto de maíz
Dentro de Glendale, se halla el "Stagecoach Depot Haunted Corn Maze", un lugar que contiene un laberinto de maíz en el cual se celebra Halloween, el cual contiene personajes ocultos para asustar a sus visitantes que entran en grupo.
El primer laberinto contiene en su forma la palabra "THANK YOU / FIREFIGHTERS" (Gracias / bomberos), además de contar con la imagen de un carro de bomberos; durante 2009, el diseño del laberinto es un carruaje con 2 caballos con la frase "STAGECOACH / DEPOT" (carruaje de depósito)
El segundo está grabado en tierra; el cual contiene el texto "BROKE SPOKE SALOON", el cual es el nombre del hotel que se halla ahí; durante 2008, el bar/restaurant/tienda se incendió, lo que produjo el cierre momentáneo de las instalaciones; haciendo que el gran laberinto tuviera la forma de un carro de bomberos en agradecimiento durante 2008.